# 安非拉酮
安非拉酮（英语：Amfepramone）是苯乙胺、苯丙胺和卡西酮类的兴奋剂药物，用作食欲抑制剂。它用于肥胖的短期管理，以及饮食和生活方式的改变。安非拉酮与抗抑郁药和戒烟助剂安非他酮在化学上的关系最密切，安非他酮与纳曲酮组合后也被开发为减肥药。

## 药理学
安非拉酮本身对单胺转运蛋白没有任何亲和力，而是作为乙卡西酮的前药发挥作用。乙卡西酮（包括安非拉酮）是一种非常弱的多巴胺能和血清素能，相比之下，去甲肾上腺素的作用分别强大约10倍和20倍。因此，乙卡西酮和安非拉酮基本上可以被认为是被称为去甲肾上腺素释放剂的一类药物的成员。

## 化学
安非拉酮可由苯丙酮通过溴化反应合成，然后与二乙胺反应。

## 社会与文化

### 名称
另一个医学上使用的名称是二乙胺苯酮（Diethylpropion，BAN和ANN）。化学名称包括：α-甲基-β-酮基-N,N-二乙基苯乙胺、N,N-二乙基-β-酮苯丙胺和N,N-二乙基卡西酮。商品名包括：Anorex、Linea、Nobesine、Prefamone、Regenon、Tepanil和Tenuate。

### 法律地位
安非拉酮在美国被归类为附表IV受管制物质。在英国，安非拉酮是一种 C 类药物，作为一种药物，它是一种需要安全保管的附表3管制药物。
自2022年6月起，欧洲药品管理局安全委员会建议撤销安非拉酮的上市许可。
在中国，安非拉酮是一类管制精神药品，禁止进境
1999年5月13日，中国国家药品监督管理局撤销了中国卫生部在1993年唯一批准的生产安非拉酮的单位山东潍坊制药二厂的安非拉酮的批准文号

### 娱乐用途
几项安非拉酮研究的作者声称，该物质引起使用者成瘾的可能性相对较低。